# Helmuth Lehner

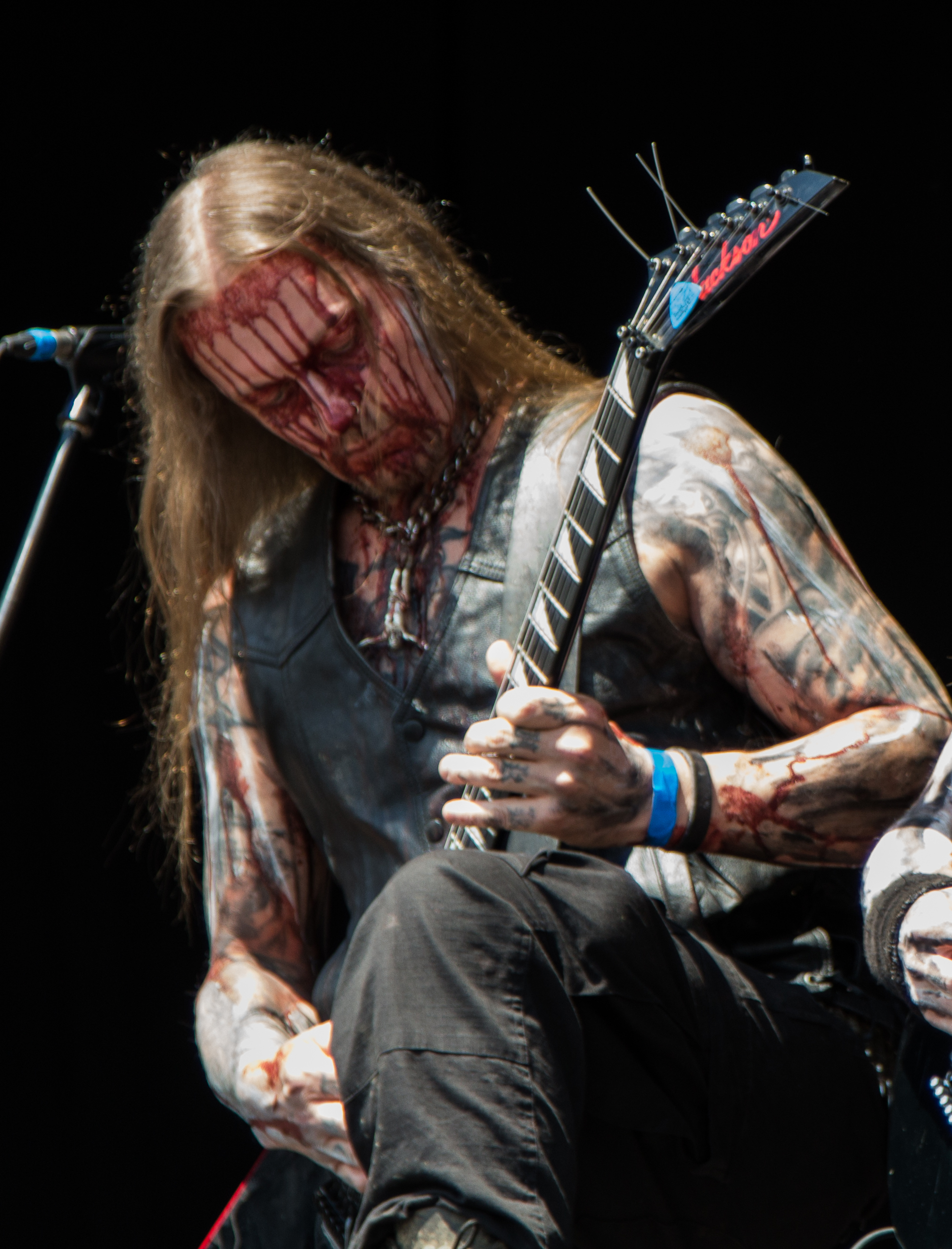
Helmuth Lehner, 2014

Helmuth Lehner (* 7. Dezember 1968 in Korneuburg, Niederösterreich) ist ein österreichischer Sänger, Gitarrist und Komponist aus dem Bereich Black Metal.

## Leben
Lehner ist Gründer und Frontmann der Black-Metal-Band Belphegor und ihrer 1991 gegründeten Vorgängerband Betrayer und seit Anbeginn einziges durchgehendes Mitglied. Davor spielte er in der österreichischen Heavy-Metal-Band Speed Limit, unter dem Künstlernamen Hel Lennart. Lehner komponiert und textet all seine Lieder selbst und gestaltet mit Hilfe von Künstlern seine Plattencover, Musikvideos und Fotos nach seinen Vorstellungen und Vorgaben.
2011 infizierte er sich auf einer Südamerika-Tournee mit Typhus, die seine Herzklappe schädigte, so dass eine Metallprothese eingesetzt werden musste. 2016 wurde er in Russland von einem Vertreter der religiösen Rechten attackiert. Massive Zensur der Auftritte und darauffolgender Abbruch der Tournee seiner Band folgten. Lehner ist unverheiratet und wohnt in Salzburg.

## Auftreten
Lehner benutzt bei seinen Auftritten auffälliges Corpsepaint. Charakteristisch für ihn ist eine weiße Camouflage mit aufgetragenem Kunstblut, das von Stirn und aus den Augenhöhlen zu fließen scheint.

## Sonstige Informationen
Lehner ist ein bekennender Naturschützer und nahm in seiner Jugend oft an Demonstrationen und Umweltschutzmaßnahmen teil.

## Equipment
Lehner benutzt Jackson Guitars.